# Forcipomyia annulata
Forcipomyia annulata är en tvåvingeart som först beskrevs av Johann Wilhelm Meigen 1838.  Forcipomyia annulata ingår i släktet Forcipomyia och familjen svidknott.
Artens utbredningsområde är Tyskland. Inga underarter finns listade i Catalogue of Life.